# Johnrehnia contraria
Johnrehnia contraria är en kackerlacksart som först beskrevs av Johann Gottlieb Otto Tepper 1893.  Johnrehnia contraria ingår i släktet Johnrehnia och familjen småkackerlackor. Inga underarter finns listade i Catalogue of Life.